# Barra d'error

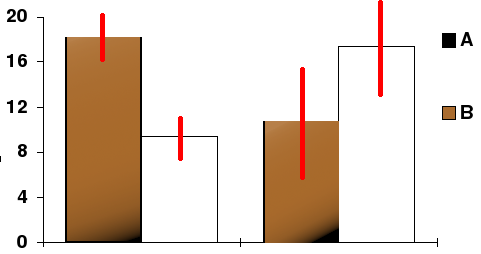
Un gràfic de barres amb intervals de confiança (mostrats com a línies vermelles)

Les barres d'error són representacions gràfiques de la variabilitat de les dades i s'utilitzen en gràfics per indicar l'error o la incertesa en una mesura informada. Donen una idea general de la precisió d'una mesura o, per contra, de la distància on es pot trobar el valor real (sense errors). Les barres d'error solen representar una desviació estàndard d'incertesa, un error estàndard o un interval de confiança particular (per exemple, un 95%). Aquestes quantitats no són les mateixes, per la qual cosa s'haurà d'indicar explícitament la mesura seleccionada al gràfic o al text de suport.
Les barres d'error es poden utilitzar per comparar visualment dues quantitats si mantenen diverses condicions. Això pot determinar si les diferències són estadísticament significatives. Les barres d'error també poden suggerir la bona adequació d'una funció determinada, és a dir, de com de bé descriu les dades. S'espera que els documents científics en ciències experimentals incloguin barres d'error en tots els gràfics, tot i que la pràctica difereix una mica entre ciències i cada revista tindrà el seu propi llibre d'estil. També s'ha demostrat que les barres d'error es poden utilitzar com a interfície de manipulació directa per controlar algoritmes probabilístics per a càlculs aproximats. Les barres d'error també es poden expressar amb un signe més-menys (±), més el límit superior de l'error i menys el límit inferior de l'error.
Una notòria concepció errònia a les estadístiques elementals és que les barres d'error mostren si existeix una diferència estadísticament significativa, comprovant simplement si les barres d'error se superposen; aquest no és el cas